# Charlotte Koefoed
Charlotte Koefoed   (Bagsværd, 17 de setembre de 1957), també coneguda com a Lotte Koefoed o amb el nom de casada Lotte Pedersen, és una remadora danesa, ja retirada, que va competir durant la dècada de 1980. Es casà amb el també remer Bjarne Pedersen.
El 1984 va prendre part en els Jocs Olímpics d'Estiu de Los Angeles, on va guanyar la medalla de bronze en la prova del quàdruple scull amb timoner del programa de rem. Formà equip amb Hanne Eriksen, Birgitte Hanel, Bodil Steen Rasmussen i Jette Hejli Sørensen.